# District Attorney's Office v. Osborne

L'arrêt District Attorney's Office v. Osborne de la Cour suprême des États-Unis (18 juin 2009) refuse d'accorder aux personnes condamnées un droit constitutionnel à un test ADN visant à les innocenter. L'arrêt, écrit par le président de la Cour John Roberts, est pris à la majorité de 5 voix, émanant des magistrats conservateurs (Antonin Scalia, Anthony M. Kennedy, Clarence Thomas, Samuel Alito et John Roberts).

## Situation générale du droit
Par cette décision, la Cour laisse aux États fédérés le soin de légiférer à ce sujet. Trois États, dont l'Alaska, le Massachusetts et l'Oklahoma , empêchent d'avoir accès à des « preuves biologiques » après condamnation. D'autres, tels le Kentucky ou l'Alabama , le restreignent à ceux qui sont dans le couloir de la mort, tandis que d'autres encore interdisent aux personnes condamnées s'étant engagées dans une procédure de plaidoyer de marchandage (plea bargain), s'avouant coupable en échange d'une réduction de peine. Selon Peter Neufeld, de l'Innocence Project, 20 % des personnes innocentées à la suite de tests génétiques s'étaient déclarées coupables, que ce soit pour des raisons stratégiques (plea bargain) ou autres. Certains cercles ont d'ailleurs vu cette décision comme un désaveu du Projet Innocence, soulignant en outre que les juges favorables à la peine capitale (Samuel Alito, Clarence Thomas et Antonin Scalia) avaient tous voté avec la majorité.

## Cas jugé
En l'espèce, lors du procès d'Osborne, accusé d'un viol aggravé d'une tentative d'homicide qui a été commis en 1993 en Alaska, un examen d'un échantillon de sperme avait seulement permis de conclure que celui-ci pouvait appartenir aussi bien à Osborne qu'à 15 % de la population afro-américaine  (il s'agissait de la méthode DQ Alpha (en), moins précise que d'autres ,). Craignant qu'un test meilleur accuse son client, l'avocat avait refusé un test plus précis. Depuis, Osborne a tout à la fois professé son innocence et avoué le crime dans l'espoir d'obtenir une libération conditionnelle. Il a été condamné à 26 ans de prison, pour enlèvement, violences et agression sexuelle.
Il a alors fait une demande de test génétique, refusé par les procureurs qui admettaient toutefois que celui-ci prouverait définitivement son innocence ou sa culpabilité. Ayant fait appel, la Cour d'appel des États-Unis pour le neuvième circuit de San Francisco lui donna raison, reconnaissant le droit d'Osborne à demander cela en raison du droit au procès équitable (due process) garanti par le 5e amendement de la Constitution. Elle estime en effet que le droit constitutionnel d'accès aux preuves, garanti depuis Brady v. Maryland (en) (1963), s'applique également à l'accès post-condamnation afin d'obtenir une révision du procès.

## Décision de la Cour suprême
La Cour suprême a donc cassé le jugement de la Cour d'appel fédérale de San Francisco. Elle a refusé de faire du test ADN, exigé après condamnation, un droit constitutionnel, affirmant que chaque État devait avoir le pouvoir de légiférer à ce sujet. Elle a considéré en particulier que les règles juridiques d'Alaska étaient suffisantes pour garantir les droits de la défense.
Le juge Samuel Alito et Anthony Kennedy sont allés plus loin, en affirmant que quiconque renonçait à son innocence (pour raisons stratégiques, psychologiques ou autres) abandonnait son droit à un test génétique.
La minorité dissidente, dirigée par John Paul Stevens, déclara que le droit à l'examen ADN après condamnation était trop important pour être laissé à la discrétion de chaque État. David Souter, qui faisait partie des juges ayant voté contre la majorité, n'est toutefois pas allé aussi loin que cette opinion dissidente, affirmant simplement que les règles d'Alaska ne garantissaient pas suffisamment les droits de la défense.
Lors du procès devant la Cour suprême, l'ex-directeur du FBI, William S. Sessions, s'est prononcé pour le droit au test génétique, affirmant que le mot « Justice » était inclus dans le département de la Justice.